# فریک آمونیوم اکسالات
فریک آمونیوم اکسالات (به انگلیسی: Ferric ammonium oxalate) با فرمول شیمیایی C۶H۱۲FeN۳O۱۲ یک ترکیب شیمیایی با شناسه پاب‌کم ۲۶۵۸۰ است؛ که جرم مولی آن ۳۷۴٫۰۱۷ g/mol می‌باشد. شکل ظاهری این ترکیب، بلور سبز است. این ترکیب برای تولید کاغذ بلوپرینت استفاده می‌شود.